# 姚善 (萬曆進士)
姚善（？—1607年），號性宇，江西饒州府浮梁縣人，明朝政治人物。

## 生平
萬曆十六年（1588年）戊子科江西鄉試舉人。萬曆二十年（1592年），登壬辰科第二甲第十八名進士，吏部觀政，十月授刑部主事，二十三年升员外郎，二十四年升郎中，二十五年升彰德府知府，二十七年京察，降两淮運判，升揚州府同知，三十四年仕至廣東僉事，三十五年丁未卒。

## 家族
曾祖姚琪；祖父姚憲，乡宾；父姚编。